# Gabi Benvenutti
Gabi Benvenutti (Pirassununga, 1992) é uma escritora, influencer e criadora de conteúdo digital brasileira, notória por ser uma ex-prostituta que relatou abertamente suas experiências em um blog e por tê-las transformado em livro no ano de 2014. Sua experiência teve repercussão nacional e serviu de base para a construção da personagem da atriz Letícia Colin na telenovela Segundo Sol, veiculada na Rede Globo anos depois, em 2018. Gabriela utilizava o pseudônimo Lola Benvenutti e se prostituiu dos 17 aos 22 anos.

## Biografia
Gabriela Natalia da Silva nasceu no interior do estado de São Paulo, no município de Pirassununga e é formada em Letras pela UFSCar, mas durante a graduação optou por trabalhar como prostituta. Gabriela passou então a publicar abertamente suas experiências em um blog que contava com mais de um milhão de acessos e as transformou em livro. Devido à exposição midiática que sofreu, bem como pela publicação de seu livro, foi comparada à Raquel Pacheco, a Bruna Surfistinha, muito embora ela afirme se identificar com Gabriela Leite, a fundadora da grife Daspu que no fim da década de 1960 trocou o curso de sociologia da Universidade São Paulo pela prostituição. Seu livro foi publicado em agosto de 2014 e se chama "O Prazer É Todo Nosso". Gabriela é ainda mestre em educação sexual pela Unesp e em 2024 foi uma das convidadas do Festival Literário Internacional de Poços de Caldas.
| “                 | Comecei porque via [a prostituição] como algo glamouroso e não com vulgaridade. Via a Audrey Hepburn como a Bonequinha de Luxo e achava lindo, queria uma vida daquela pra mim. A imagem de prostituição que tenho é muito mais essa do que qualquer outro nicho tipo Rua Augusta, por exemplo. Sempre achei glamouroso um cara pagar para ter sexo. Isso empondera a mulher. As feministas querem me matar quando eu falo isso [risos]. | ” |
| — Gabi Benvenutti | |   |

No ano de 2018, a atriz brasileira Letícia Colin interpretou uma prostituta de luxo na telenovela Segundo Sol e abertamente relatou que sua personagem foi inspirada diretamente na biografia de Gabriela, a quem definiu como uma pessoa "corajosa e inspiradora".
| “                      | Fui atrás da Lola porque ela deu uma entrevista extensa para a Marilia Gabriela. Ela foi muito corajosa. Então, eu decidi me basear neste pensamento. Ela tinha todos os recursos e escolheu fazer isso (se prostituir) porque ela é uma feminista, acha que sexualidade está em outro lugar. A fala dela é inspiradora. A gente tem que se cercar de opiniões diferentes para romper a nossa bolha. | ” |
| — Letícia Colin, atriz | |   |

## Publicações
- BENVENUTTI, Lola. O prazer é todo nosso. Araraquara: Mosart, 2014.
- BENVENUTTI, Lola. Por Que Os Homens Me Procuram?. Editora Planeta do Brasil, 2017.
- Conto de Fodas[14] - podcast

## Vida pessoal
Gabi Benvenutti foi casada com o empresário Gerald Blake Lee, um dos fundadores da Azul Linhas Aéreas Brasileiras. À época de seu casamento, um vídeo seu degustando um penne enquanto seu marido a estimulava se tornou viral. Em 2023 Gabriela foi notícia após um ex-namorado invadir seu apartamento em sua cidade natal, Pirassununga.

## Leituras adicionais
- GAM de Alcântara, RR Lima. A circulação dos discursos atópicos: Lola Benvenutti. revista Linguagem, 2015.
- PEREIRA, Júlia Luiza Bento.  Prostituição e a arte da performance: sexualidades dissidentes na literatura contemporânea. Juiz de Fora, UFJF, 2019.
- PEREIRA, Júlia Luiza Bento.  Sexualidade e erotismo em narrativas autobiográficas de prostitutas brasileiras. Anpoll, 2019.
- PINHEIRO, Michel Borges. O blog de Lola Benvenutti: práticas identitárias de uma puta de luxo na internet. Cuiabá, UFMT, 2015.
- RIBEIRO, Karine de Medeiros. Putagrafias: análise discursiva de autobiografias de prostitutas brasileiras. Margem da Palavra, 2022.